# Gary Honey
Gary Honey, född den 26 juli 1959 i Melbourne, Australien, är en australisk friidrottare inom längdhopp.
Han tog OS-silver i längdhopp vid friidrottstävlingarna 1984 i Los Angeles.